# Paullinia hemiptera
Paullinia hemiptera är en kinesträdsväxtart som beskrevs av D. Simpson. Paullinia hemiptera ingår i släktet Paullinia och familjen kinesträdsväxter. Inga underarter finns listade i Catalogue of Life.